# 薩因代日
薩因代日是伊朗的城市，位於該國西北部爾米亞湖東南面，由西阿塞拜疆省負責管轄，海拔高度1,376米，2006年人口34,204，居民大多數是庫爾德人和阿塞拜疆族。

## 外部連結
- Images from this city （页面存档备份，存于）